# Aqueduc du Gol
L'aqueduc du Gol est un ancien aqueduc de l'île de La Réunion, département d'outre-mer français dans le sud-ouest de l'océan Indien. Situé sur le territoire de la commune de Saint-Louis, il franchit la ravine du Gol entre le centre-ville et la plaine du Gol. Construit vers 1835, il servait à alimenter en eau l'usine du Gol. Il est inscrit au titre des monuments historiques, en totalité, depuis le 14 mars 2014.

## Histoire
En 1816, un canal et un aqueduc sont construits pour alimenter en eau une sucrerie de l'habitation du Gol, depuis la rivière Saint-Etienne. Au départ aqueduc en bois porté par des piles maçonnées, l'ouvrage est remplacé, à la fin du 19e siècle, par un assemblage de tôles rivetées semi-cylindriques. La modernisation de l'usine du Gol et la mise en place d'un nouveau réseau d'irrigation en 1985 a entraîné la fermeture du canal.